# Park Narodowy „Slītere”
Park Narodowy „Slītere” (łot. Slīteres nacionālais parks) – park narodowy na Łotwie należący do sieci Natura 2000, położony nad Morzem Bałtyckim, nad Cieśniną Irbe, w gminie Talsi w zachodniej części kraju.

## Historia

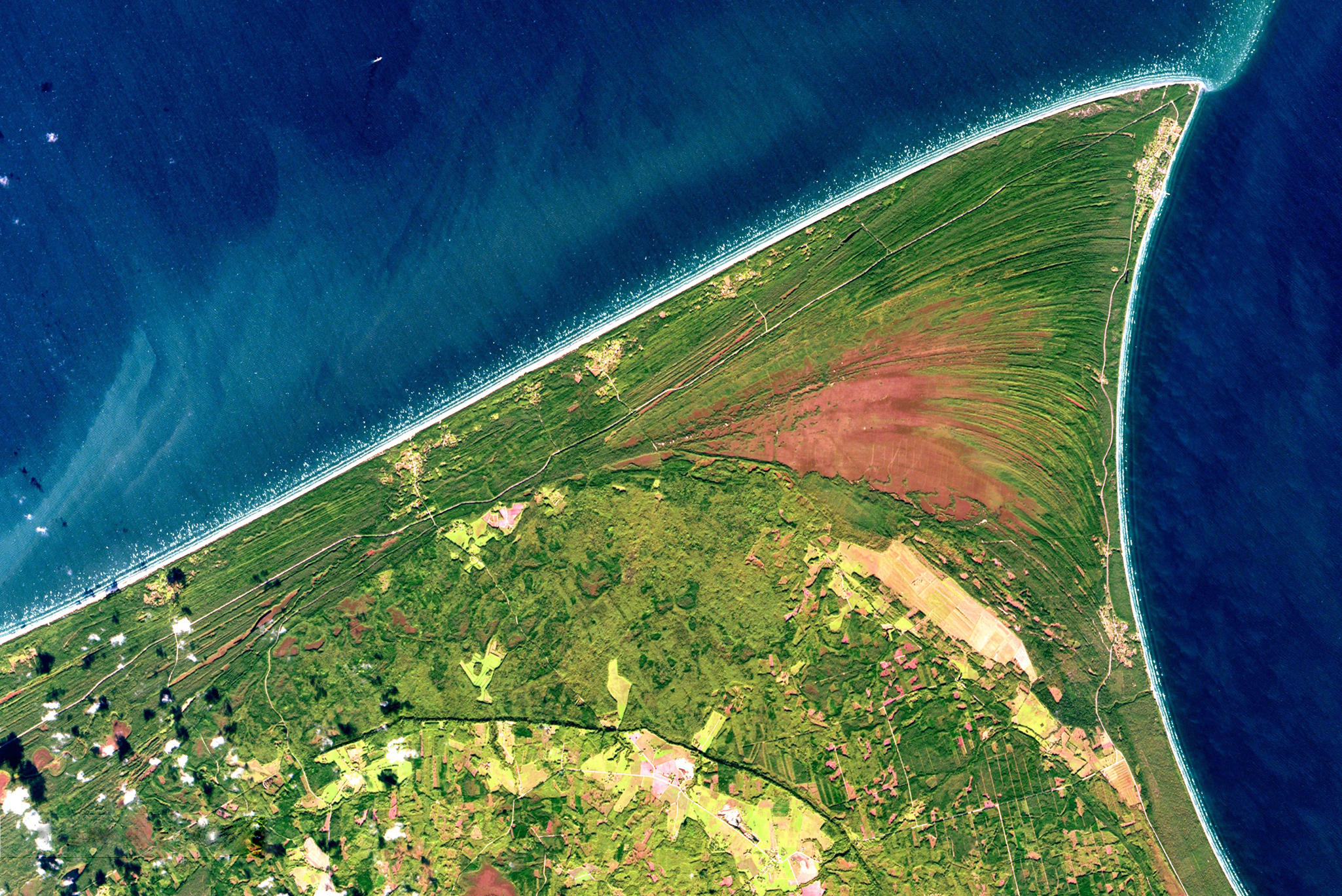
Obraz satelitarny parku narodowego (2022)

Początki parku sięgają 1921 lub 1923 roku, kiedy to ustanowiono na tym terenie pomnik przyrody (łot. Slīteres dabas piemineklis) o powierzchni 1100 ha. W 1957 roku utworzono państwowy rezerwat przyrody „Slītere” (Slīteres Valsts rezervāts) o powierzchni 7861 ha, który w 1977 roku powiększono do 14 882 ha, a w 1979 roku nadano mu własną administrację i kadrę naukową.
W czasach Łotewskiej SRR na terenie rezerwatu znajdowały się radzieckie bazy wojskowe, dzięki czemu część tego obszaru pozostawała przez pół wieku niedostępna dla odwiedzających i zachowała unikalne walory przyrodnicze.
16 marca 2000 roku w miejsce rezerwatu powołano park narodowy obejmujący powierzchnię 16 360 ha lądu oraz 10 130 ha wód morskich. 22 stycznia 2015 roku uchwalono zmianę granic i wielkości terytorium parku – odtąd obejmuje on obszar 16 414 ha i jest najmniejszym parkiem narodowym na Łotwie.

## Ukształtowanie terenu

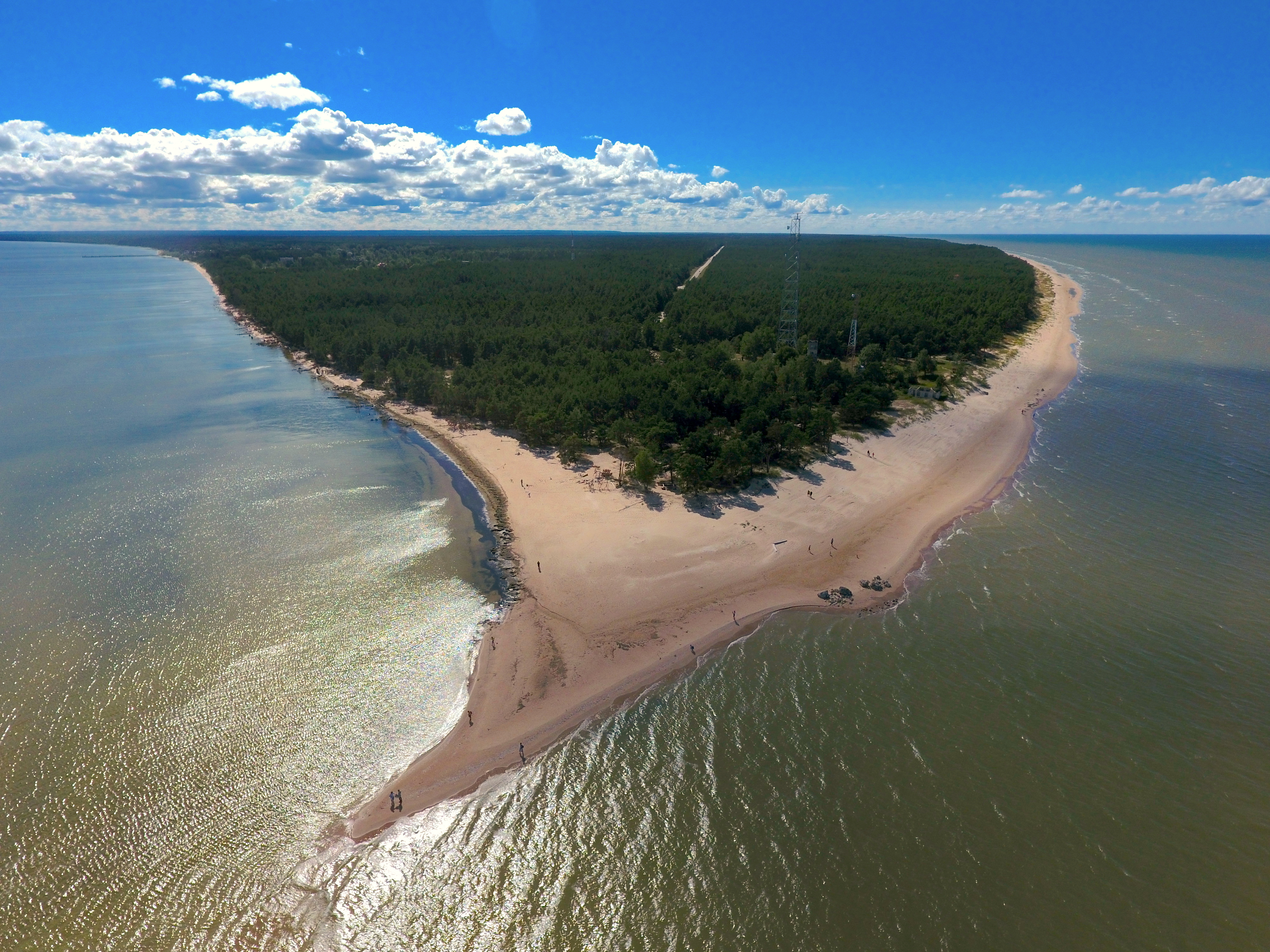
Przylądek Kolka (2016)

Obszar Parku Narodowego „Slītere” znajduje się na terenie historycznej Kurlandii, na Przylądku Kolka będącym najbardziej na północ wysuniętą częścią Półwyspu Kurlandzkiego. Od północnego zachodu przylądek ten oblewają wody otwartego Morza Bałtyckiego, od wschodu zaś Zatoki Ryskiej.
Charakterystyczne elementy ukształtowania terenu są swoistymi „żywymi świadkami” rozwoju Morza Bałtyckiego. Należą do nich Zilie kalni – wysokie na 20–30 m (lub według innego źródła 30–50 m) urwiska znajdujące się w południowej części parku, stanowiące dawny brzeg Bałtyckiego Jeziora Lodowego, współcześnie porośnięte bogatym gatunkowo naturalnym lasem liściastym. Stiebru kalni to pozostałości wybrzeża Jeziora Ancylusowego, natomiast najmłodsze i zajmujące największą powierzchnię parku są kilkukilometrowe pasma wydm (zwane w języku łotewskim kangari) poprzecinane wąskimi bagnistymi obniżeniami (vigas), pochodzące z okresu Morza Litorynowego.

## Środowisko przyrodnicze

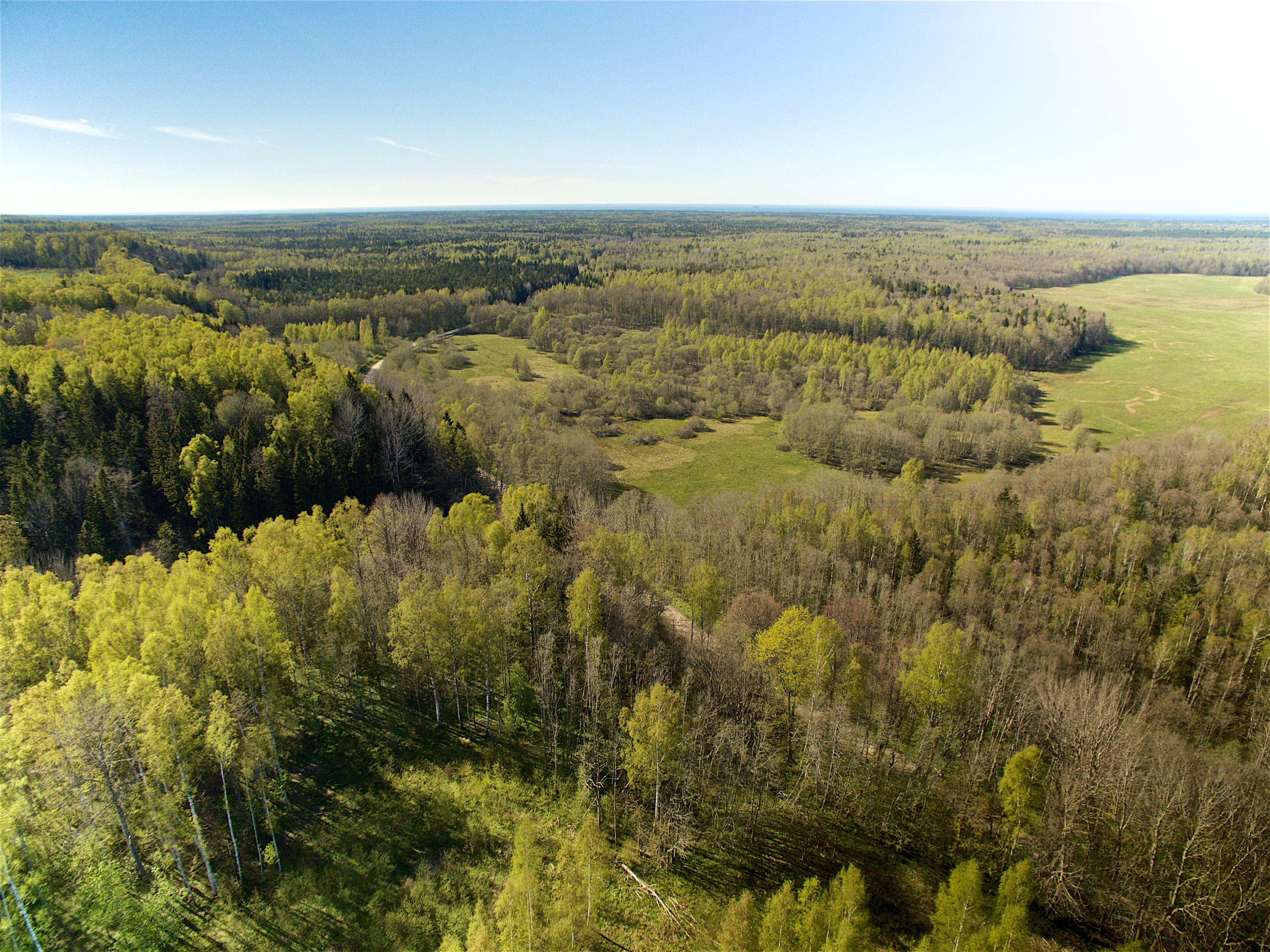
Widok na południową część parku z Zilie kalni (2017)

Większość obszaru parku narodowego porasta las liściasty, który ze względu na łagodny klimat cechuje się dużą bioróżnorodnością (występować ma tutaj około 860 gatunków roślin). Formacje kangari i vigas mają charakter wilgotny i porastają je torfowiska wysokie typu nadmorskiego, z których największe jest torfowisko Bažu (1880 ha). Wybrzeże Bałtyku na terenie Parku Narodowego „Slītere” ma charakter wydmowy, występują tam suche łąki oraz suchy nadmorski bór sosnowy.

### Flora
Na terenie Parku Narodowego „Slītere” stwierdzono obecność 46% wszystkich gatunków roślin naczyniowych, 59% gatunków mszaków oraz 6% gatunków grzybów, które występują na Łotwie. W strefie przybrzeżnej – na wydmach i w suchym lesie sosnowym – występują 222 gatunki grzybów i 29 gatunków roślin niespotykanych nigdzie indziej na terenie kraju. U podnóża Zilie kalni rośnie rzadki gwiazdosz czteropromienny oraz soplówka bukowa, natomiast w okolicy Przylądka Kolka – sromotnik fiołkowy. Na obszarze parku wykazano również gatunki porostów, które zanikają w skali kraju – m.in. kruszownicę wielolistkową, przylepkę okopconą i żełuczka Mougeota (Parmelia mougeotii).

### Fauna

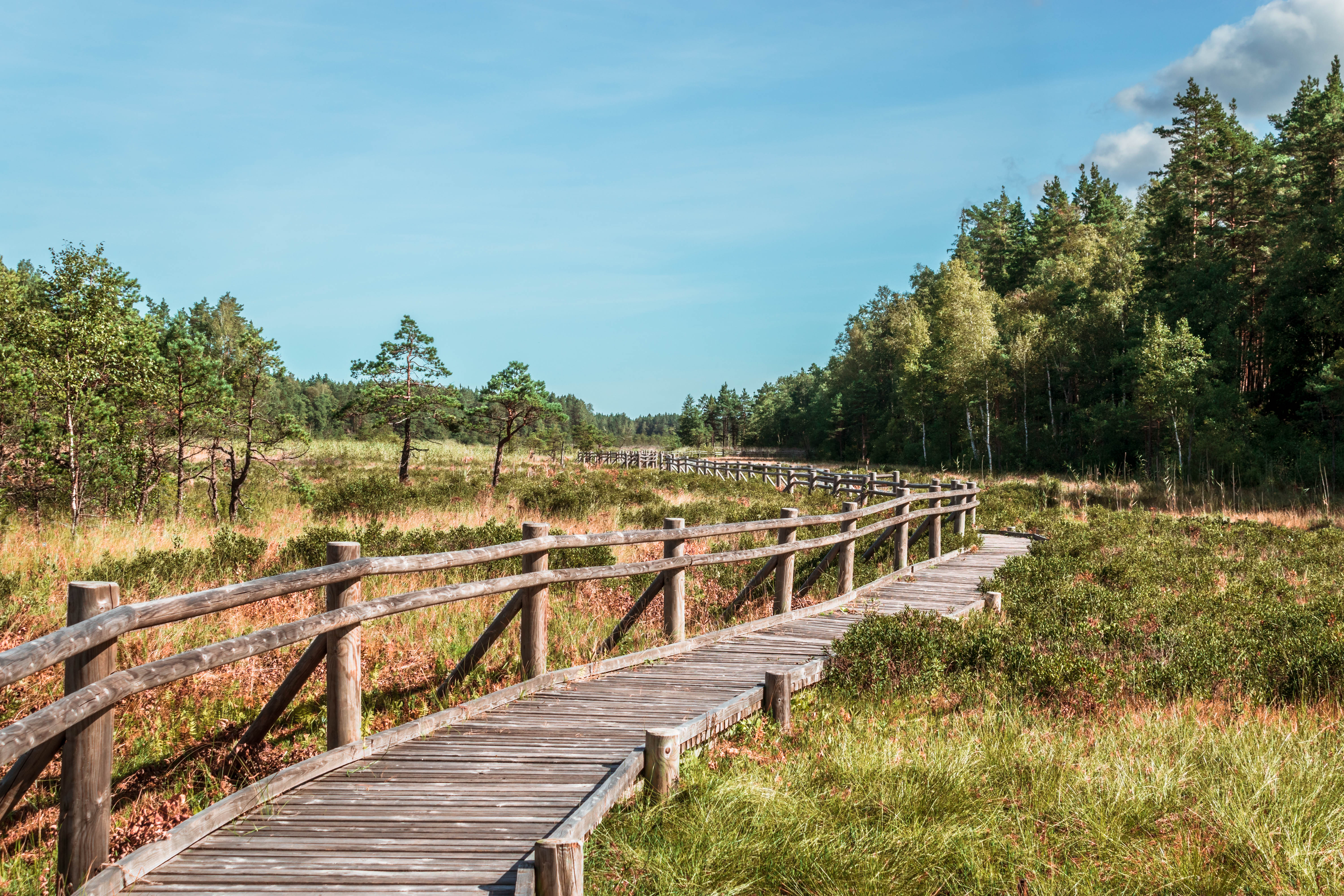
Ścieżka przyrodnicza na terenie parku (2019)

Spośród bezkręgowców występujących na terenie parku uwagę zwracają gatunki niewystępujące nigdzie indziej na Łotwie, m.in. chrząszcze (zacnik zdobny i zmorsznik czarny), a także ślimak ostrokrawędzisty (Helicigona lapicida). Na suchych nadmorskich murawach spotkać można trajkotkę czerwoną, natomiast w borze sosnowym – największego chrząszcza w kraju, borodzieja próchnika. Na najstarszych okazach sosen bytuje z kolei Nothorhina punctata. Większość gatunków płazów i gadów żyjących w parku spotkać można również na terenie całego kraju, jednak występujące tu ropucha paskówka, traszka grzebieniasta i żyjący na bagnie Bažu gniewosz plamisty są stosunkowo rzadkie.
Na obszarze Parku Narodowego „Slītere” odnotowano 236 gatunków ptaków, w tym 125 gatunków gniazdujących w tym miejscu. Około 30% powierzchni parku zajmuje las iglasty będący siedliskiem zmniejszającego swoją liczebność w skali Europy głuszca zwyczajnego. Podczas wiosennych i jesiennych migracji ptaków nad Przylądkiem Kolka przelatuje nawet 60 000 ptaków w ciągu godziny, a jego przybrzeżne wody oraz wody Cieśniny Irbe są ważnym miejscem żerowania przelatującego i zimującego ptactwa wodnego.
Fauna ssaków na terenie parku jest typowa dla Łotwy. Występuje tu ryś, wilk oraz łoś, a także gryzonie – smużka leśna i orzesznica leszczynowa. Na wybrzeżu żyje szarytka morska, czasem pojawia się również nerpa obrączkowana.
Ze względu na swoje znaczenie dla zapewnienia ochrony ptaków obszar Parku Narodowego „Slītere” figuruje na liście ostoi ptaków IBA, a w 2004 roku został wpisany na listę obszarów mający znaczenie dla Wspólnoty sieci Natura 2000 (kod LV0200300). Jest to również jedno z najbogatszych siedlisk z załącznika I dyrektywy siedliskowej na Łotwie.

## Krajobraz kulturowy i turystyka

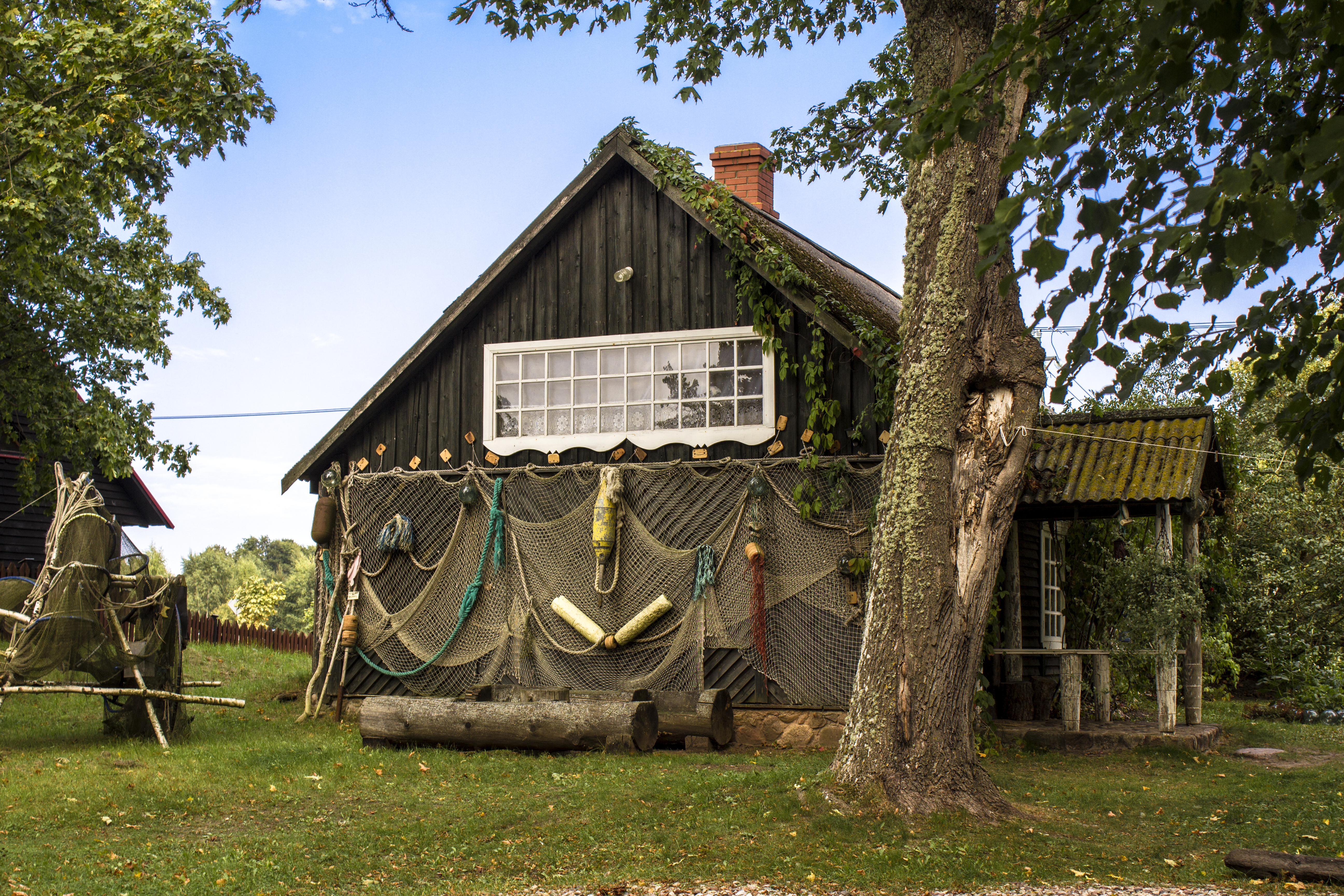
Liwońska chata w Mazirbe (2015)

Park Narodowy „Slītere” jest częścią tzw. Wybrzeża Liwońskiego (łot. Lībiešu krasts, liw. Līvõd Rānda) – części Kurlandii zamieszkiwanej przez ugrofiński lud Liwów. Żyją oni w dwunastu wioskach rybackich ciągnących się w pasie o długości 60 km od Windawy aż do Kolki, z których osiem (Sīkrags/Sīkrõg, Mazirbe/Irē, Košrags/Kuoštrõg, Saunags/Sǟnag, Vaide/Vaid, Kolka/Kūolka, Pitrags/Pitrõg i Melnsils/Mustānum) znajduje się w granicach parku.
Największą atrakcją parku jest Przylądek Kolka w północnej części parku, na krańcu Półwyspu Kurlandzkiego, odwiedzany rocznie przez ponad 50 000 osób. Na potrzeby turystów stworzono ścieżki przyrodnicze, trasy rowerowe oraz wieże widokowe. W południowej części parku narodowego znajduje się zabytkowa latarnia morska Slītere wybudowana w latach 1849–1850, z kolei w Mazirbe/Irē znajduje się ośrodek kultury liwońskiej.